# Mauser 98
Mauser 98 (Маузер 98) — німецька гвинтівка, створена 1898 року фірмою «Маузер». Була дуже популярною  на озброєнні німецької армії до кінця Другої світової війни і здобула репутацію високоточної і надійної зброї. Різні варіанти гвинтівки Mauser досі популярні як мисливська та спортивна зброя.

## Історія

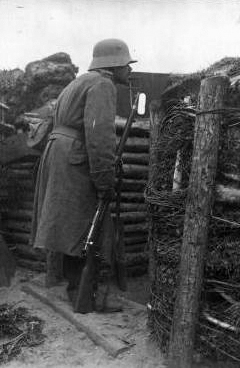
Mauser 98. Окопна війна, 1915

У 1898 році німецька армія прийняла на озброєння нову гвинтівку, створену компанією Mauser на основі попередніх моделей, — Gewehr 98 (також позначалася G98 або Gew.98 — рушниця зразка 1898 року та була популярна у першій світовій війні . Нова гвинтівка Маузера виявилася настільки вдалою, що в малозміненому вигляді прослужила в Німецькій армії аж до кінця Другої світової війни, а також в різних варіантах поставлялася на експорт і вироблялася за ліцензією в різних країнах (Австрія, Польща, Чехословаччина, Югославія та інші). Першим бойовим використанням гвинтівки стало її використання у придушенні Боксерського повстання в Китаї у 1900—1901 роках.
Гвинтівки досі мають значну популярність, проте у вигляді мисливської зброї. Незважаючи на це, багато сучасних снайперських гвинтівок побудовані за зразком Mauser 98. За деякими підрахунками, Mauser 98 і його варіанти були випущені у кількості більше 100 мільйонів копій, що робить гвинтівку наймасовішою неавтоматичною зброєю у світі.

## Маузер 98к
Вкорочена версія G98 отримала у 1904 році позначення Kar-98, Kar-98b (по закінченні Першої світової війни але майже не була популярною в армії через версальскій договір ) і Kar-98k у 1935 році. Магазинний карабін системи Маузер (Karabiner 98 Kurz) став головною і наймасовішою стрілецькою зброєю Вермахту. Він був коротшим від моделі Karabiner 98b та мав кілька невеликих поліпшень конструкції. Це остання модель в довгому списку зразків, розроблених братами Вільгельмом і Паулем Маузерами в кінці XIX сторіччя, що широко застосовувалися в арміях Європи і Америки.

## Оператори
- Аргентина
- Бельгія
- Чехословаччина
- Фінляндія
- Німецька імперія
- Веймарська республіка
- Третій Рейх
- Німеччина
- Мексика
- Османська імперія
- Перу
- Пакистан
- Польща
- Республіка Китай
- Іспанія
- Югославія
- Ірландія
- Австро-Угорщина
- Російська імперія